# Cordioniscus vandeli
Cordioniscus vandeli är en kräftdjursart som beskrevs av Henri Dalens 1970. Cordioniscus vandeli ingår i släktet Cordioniscus och familjen Styloniscidae. Inga underarter finns listade i Catalogue of Life.